# Parasmittina rostriformis
Parasmittina rostriformis är en mossdjursart som först beskrevs av James Barrie Kirkpatrick 1888.  Parasmittina rostriformis ingår i släktet Parasmittina och familjen Smittinidae. Inga underarter finns listade i Catalogue of Life.